# 副蟹齒若梅鯛
副蟹齒若梅鯛，又稱副蟹齒擬烏尾鮗，為輻鰭魚綱鱸形目鱸亞目笛鯛科的其中一種，分布於中西太平洋區的加羅林群島及巴布亞紐幾內亞海域，體長可達27.5公分，屬肉食性，生活習性不明。

## 擴展閱讀
維基物種上的相關：副蟹齒若梅鯛